# Caladium
Caladium é um género botânico da família das aráceas.
São plantas encontradas no Brasil e nas áreas vizinhas da América do Sul e América Central.
Crescem em áreas abertas de florestas e a beira de riachos e apresentam dormência durante as épocas secas. As plantas selvagens crescem entre 40 e 90 cm e, as folhas entre 15 e 45 cm.
Pela beleza de suas folhas coloridas são usadas extensivamente como plantas ornamentais.

## Cultivo e usos
Várias espécies são cultivadas como plantas ornamentais por suas grandes folhas em forma de ponta de seta, marcadas em padrões variados em branco, rosa e vermelho (um pouco parecido com o coleus, mas não relacionado) e são cultivadas na Europa desde o final do século XVIII. As duas formas mais amplamente cultivadas são chamadas de "folhas de fantasia" e "lance de folhas". O primeiro é o mais comumente visto e é o tradicional caladium de cultivo; as folhas são mais em forma de coração. O último tem mais folhas em forma de lança. A maioria dos Caladiums em cultivo cresce até cerca de 60 cm de altura e 60 cm de largura, embora as variedades anãs estejam agora em cultivo. 
Numerosos cultivares foram selecionados, a maioria deles derivados da C. bicolor. Muitos são vendidos como C. × hortulanem, sinônimo de C. bicolor. As variedades em forma de lança são também derivadas da C. schomburgkii.
Caladiums crescem de tubérculos e podem ser propagados dividindo-os. Durante a estação de crescimento, eles exigem rega moderada (mantendo a terra úmida, não encharcada). A maioria das variedades prefere sombra parcial a, embora variedades resistentes ao sol estejam agora em cultivo. Aproximadamente 98% de todos os "bulbos" de caládio são produzidos em Lake Placid, Flórida, nos Estados Unidos. Nos últimos anos, muitas variedades novas tornaram-se disponíveis através da criação de animais e agora são amplamente resistentes a doenças. A maior parte da produção de "bulbos" é vendida a produtores de vasos, que, por sua vez, fornecem aos viveiros locais caladiums envasados prontos para o plantio imediato.
Todas as partes da planta são venenosas. Eles não devem ser ingeridos e podem irritar peles sensíveis.
Mônaco Nature Encyclopedia - Texto em inglês

## Galeria

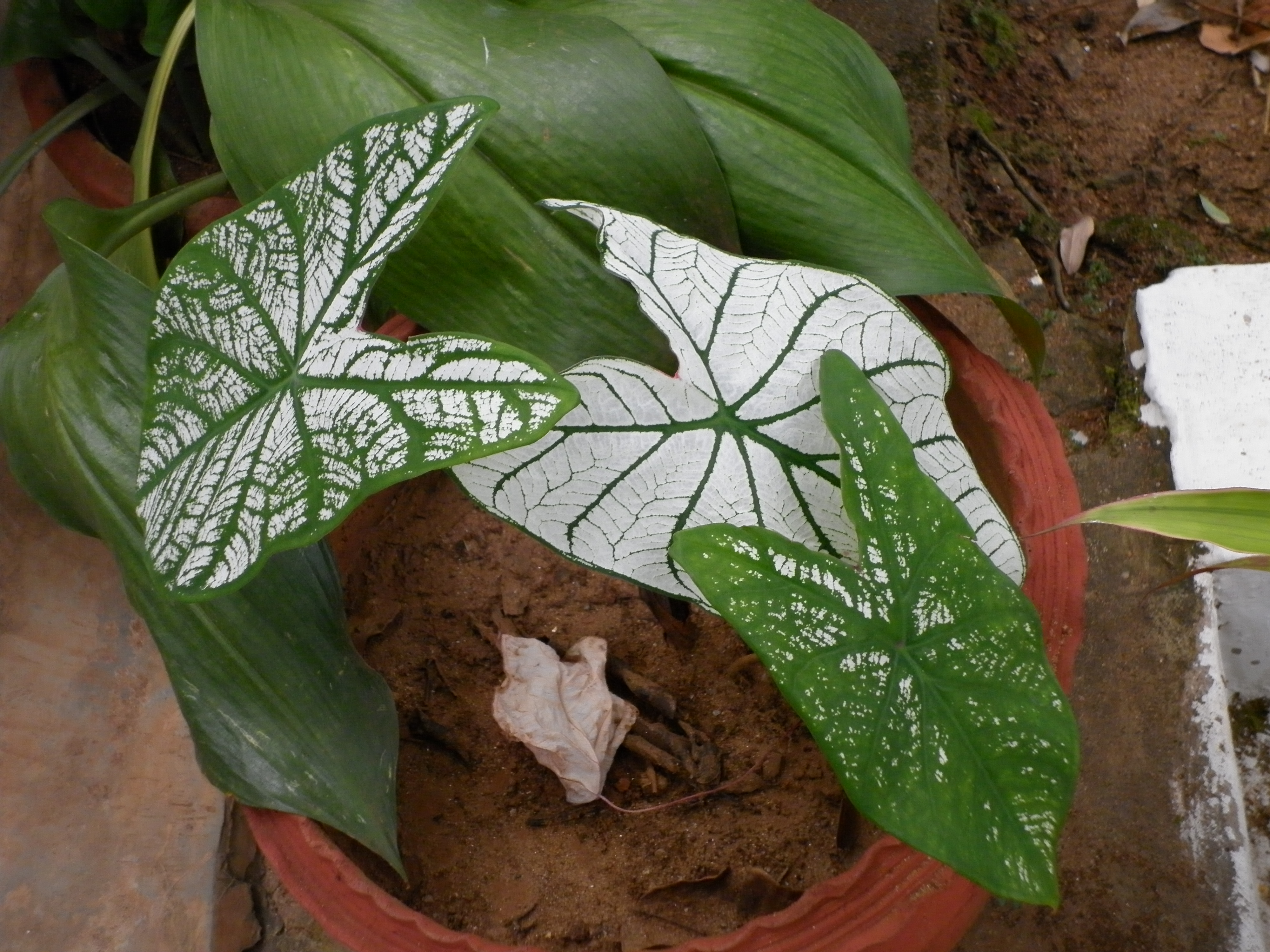
Caladium com folha branca e veias verdes. Nome popular Caladium White Christmas. Observação: Como revela a própria fotografia, de um mesmo bulbo, dependendo da sua fase de idade ao emergirem, surgem folhas totalmente brancas com os veios verdes(centro e por baixo), mistas de branco e verde (à esquerda e por cima) e verdes com algumas raias de fundo brancas (à direita e por cima.
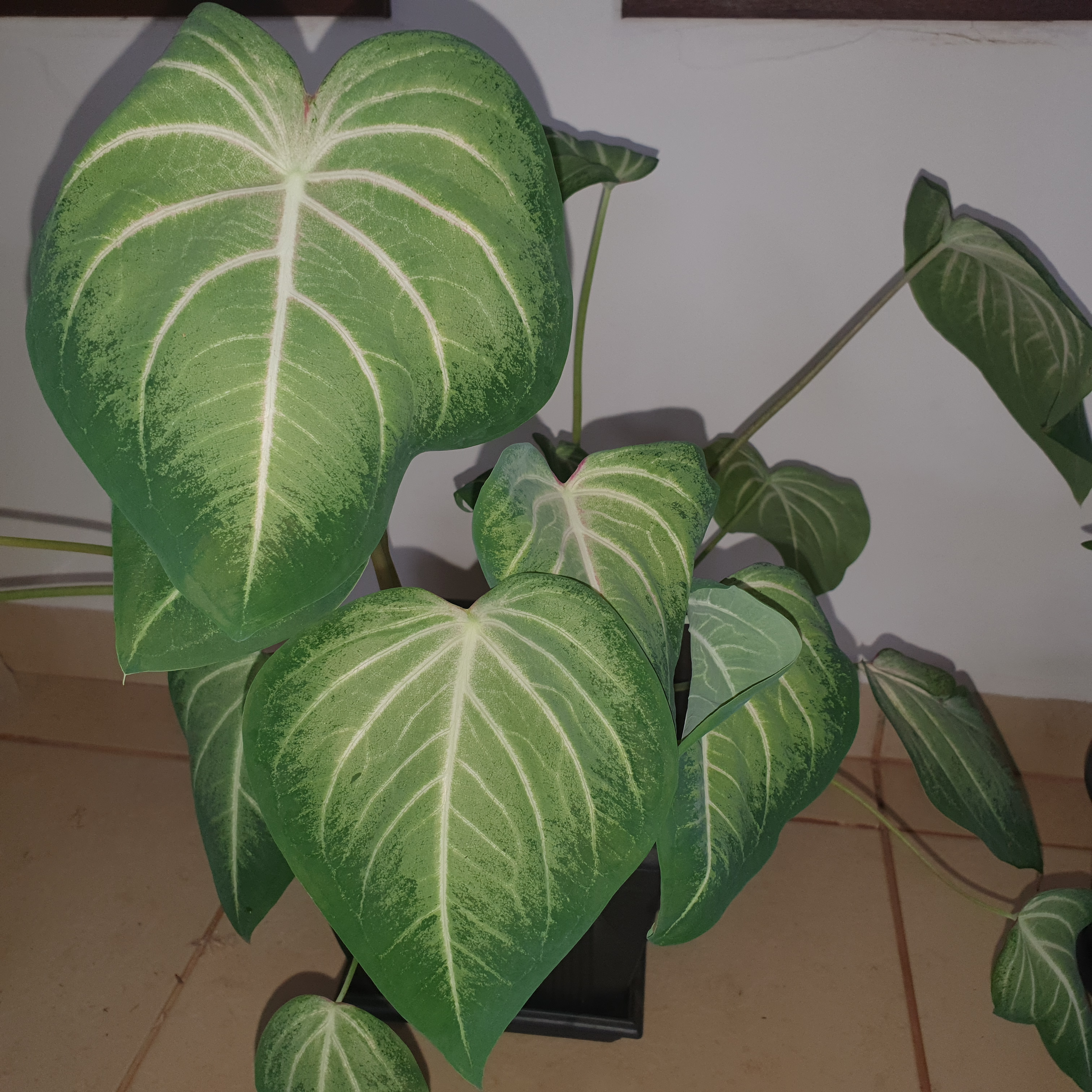
Nome popular Caladium esmeralda Observação: Suas folhas são verdes, contornos em tons escuros, interior verde claro, com raias brancas. Embora se assemelhe muito com o Caladium Aaron, dele é totalmente diferente pois este guarda bastante características de um xhantosoma, isto é, folhas mais espessas, pecíolos mais longos, formato mais coreáceo.
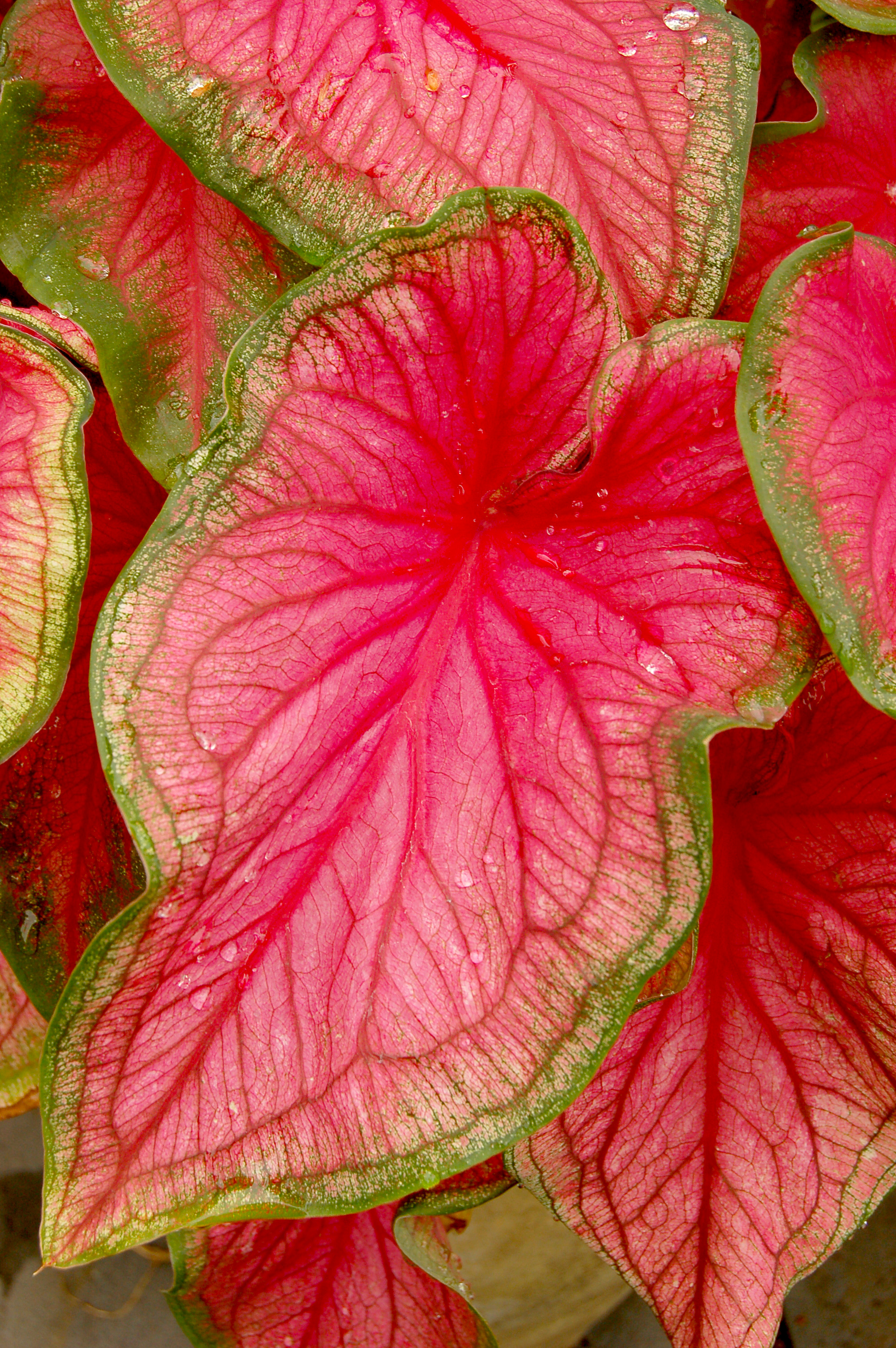
Folha de perto (Caladium bicolor  Nome popular Caladium Florida Sweetheart)
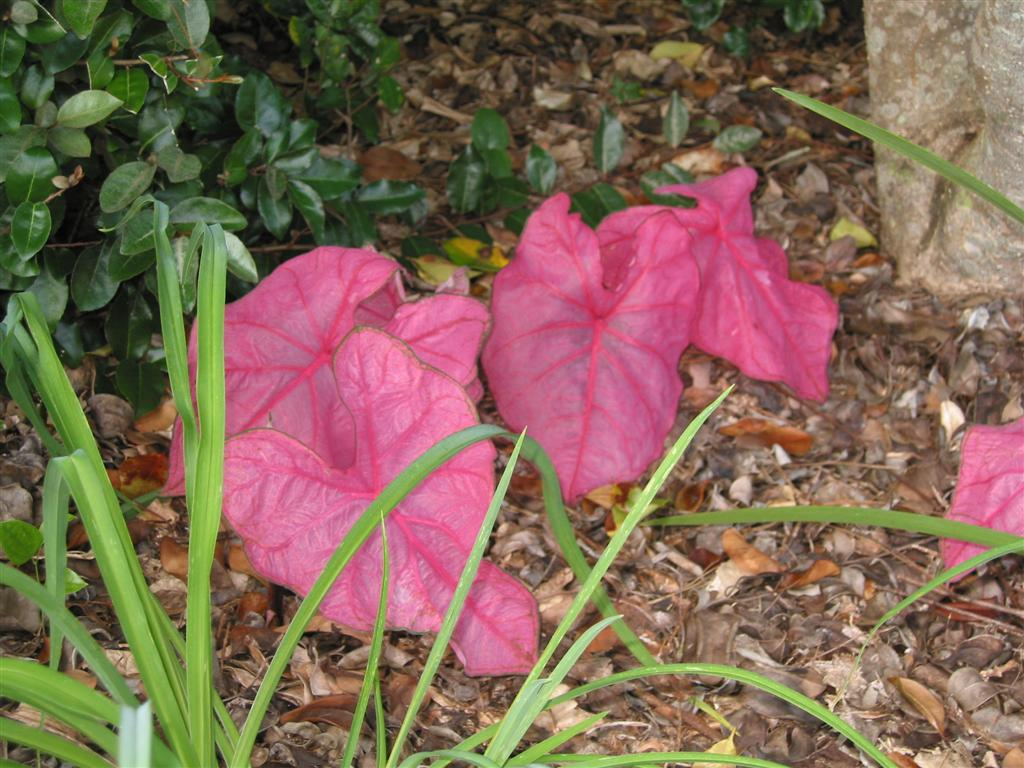
Nome popular Caladium Fannie Munson. Observação:Suas folhas são de um rosa bem forte, se olhadas com atenção se mostram translúcidas, isto é, são transparentes se observadas contra uma luz forte.
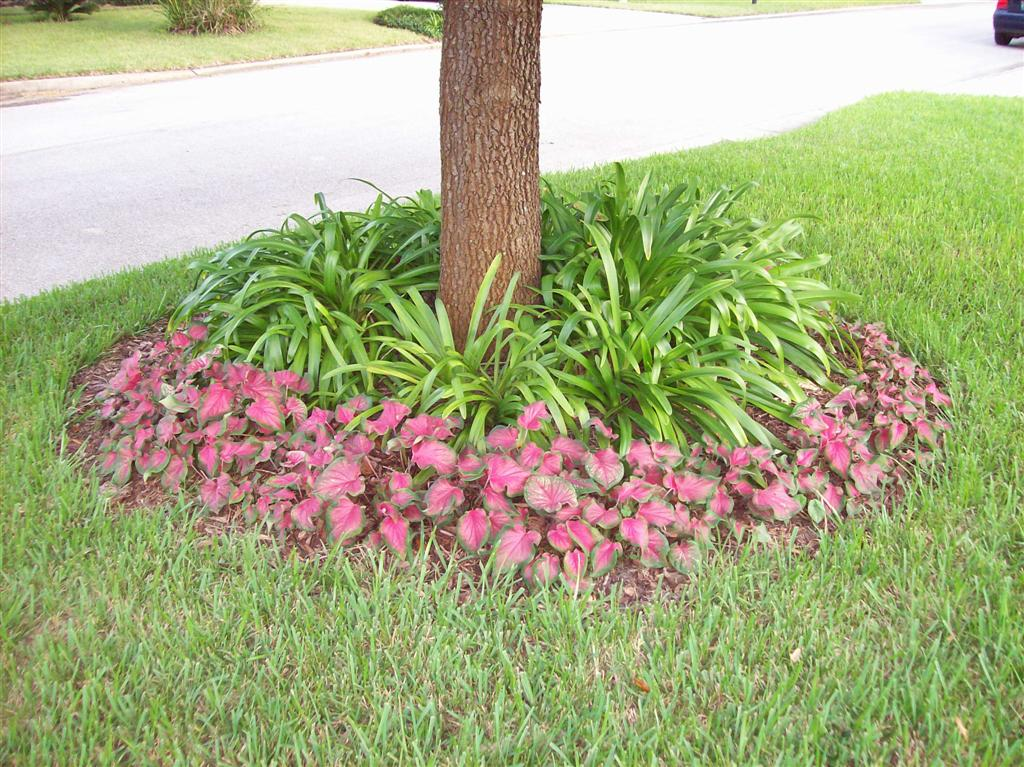
Moita de Caladium. Observação Além de ser cultivado em vasos, o caládium é muito utilizado em jardinagem para bordaduras, maciços e canteiros.
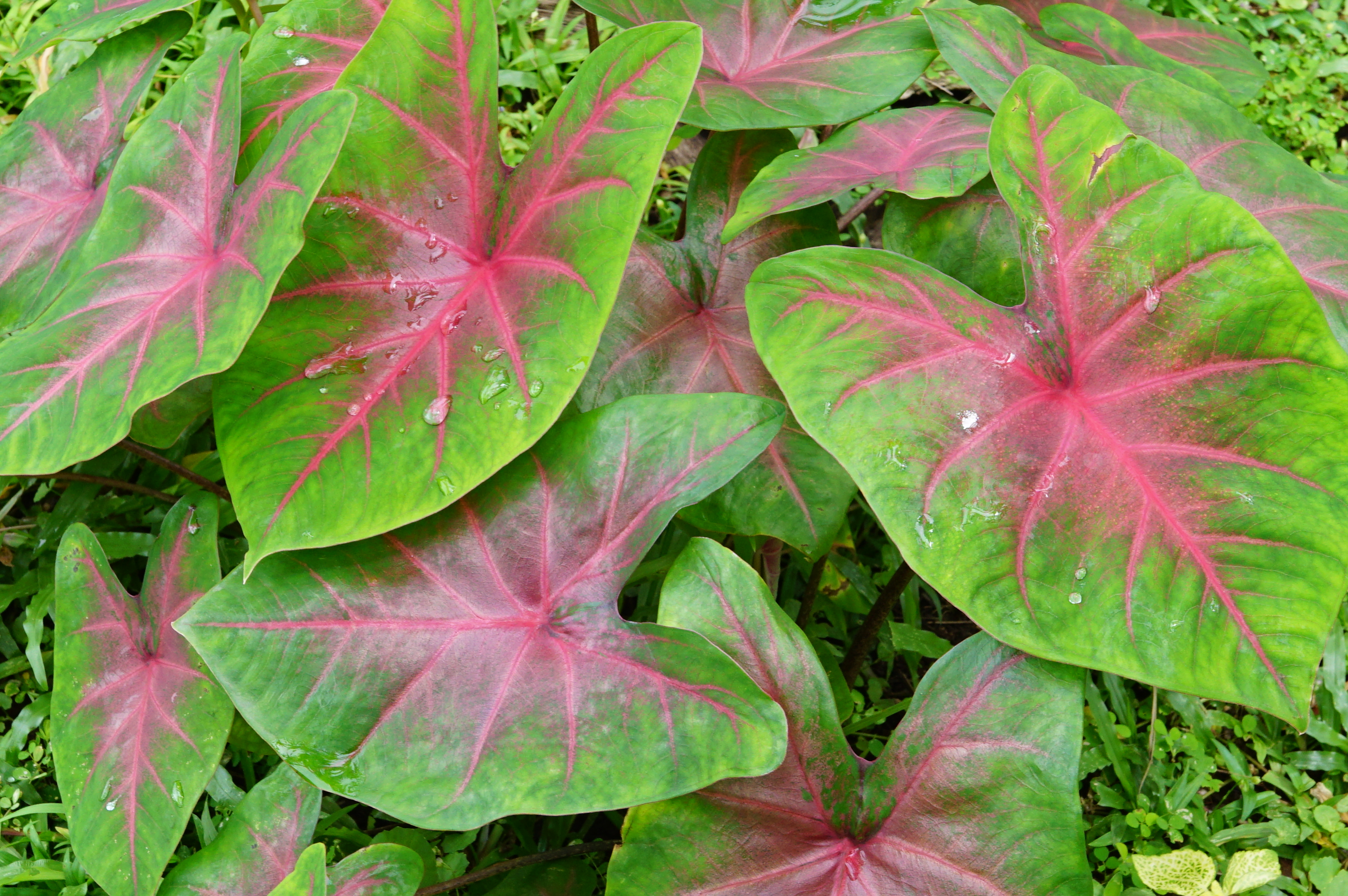
Nome popular Caladium Florida Cardinal.
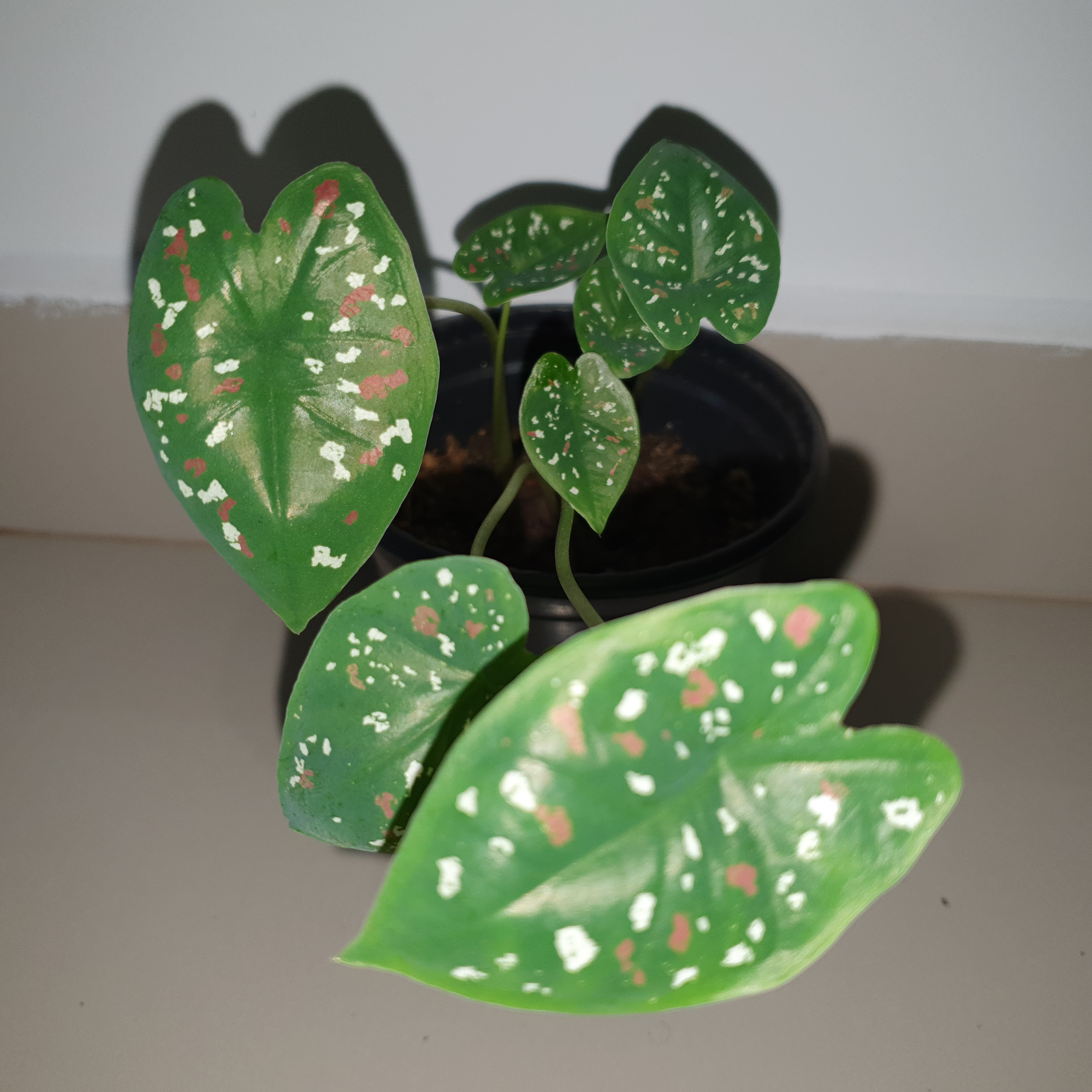
Caladium bicolor. Nome popular Caladium Florida Clown Observação:Caladium com folhas verdes, manchas pequenas em branco e em vermelho, lembrando uma paleta de pintor ou até mesmo a cara toscamente pintada por um palhaço ao representar uma pantomina, daí deve surgir o nome popular.
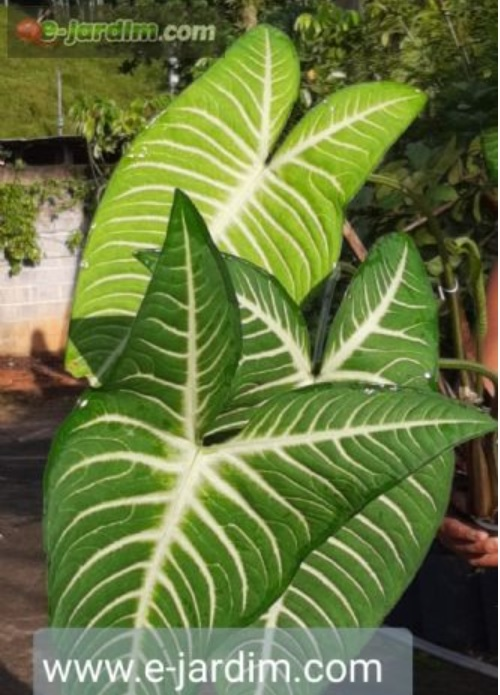
'Caladium Lindenii ou Xhantosoma Lindenii.
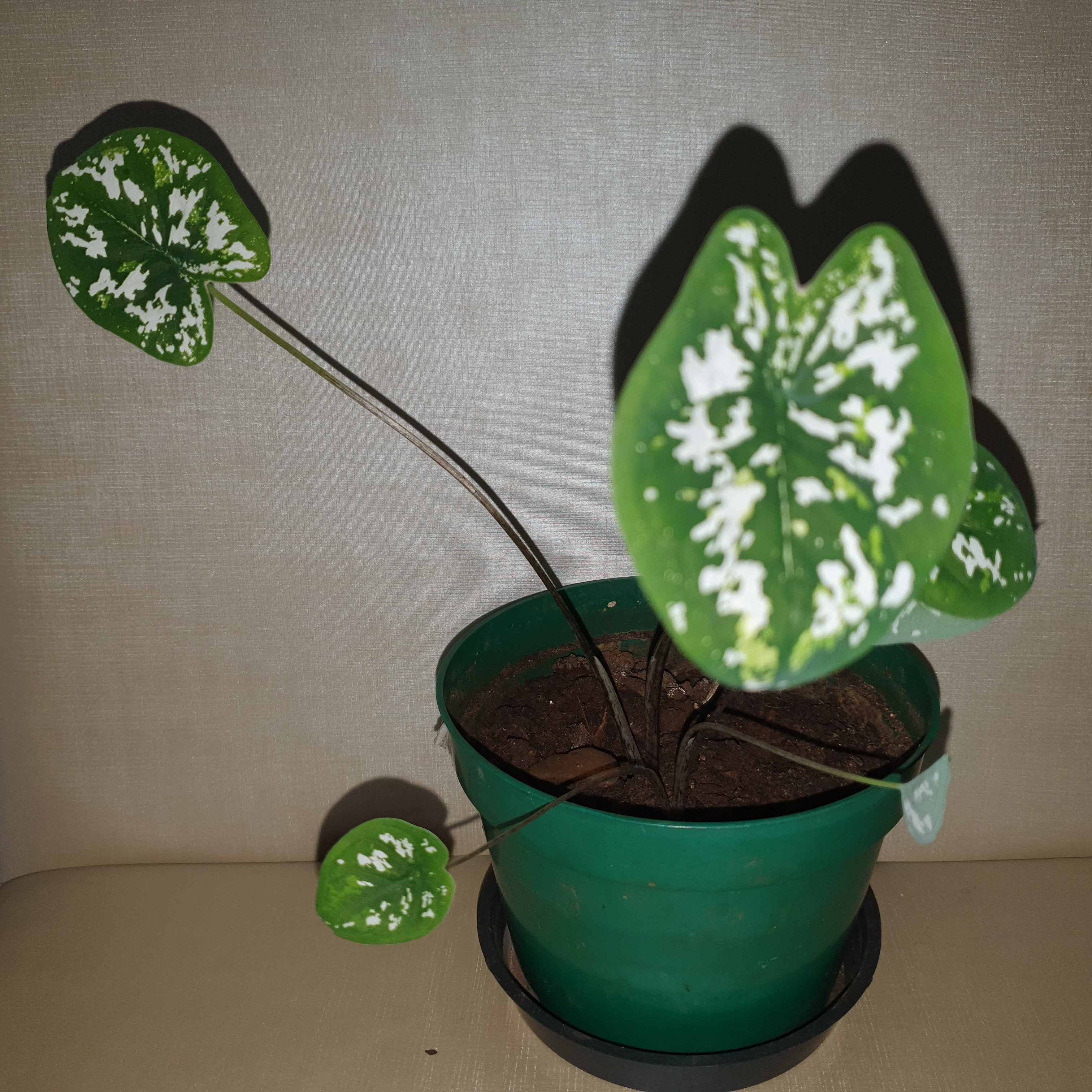
Nome oficial: Caladium Humboldtii. Nome popular:Mini Caladium, Sapatinho de Nossa Senhora Observação:Caladium com folhas verdes, manchas médias em branco, tamanho entre 7 cm de comprimento por 5 cm de largura.

## Espécies
| - Caladium bicolor - Caladium brasiliense - Caladium cucullatum - Caladium esculentum - Caladium giganteum - Caladium hortulanum - Caladium humboldtii | - Caladium maculatum - Caladium picturatum - Caladium pubescens - Caladium sagittifolium - Caladium schomburgkii - Caladium zamiifolium |

É importante registrar que há tempos são feitas hibridizações para conseguir novos formatos e colorações.
A propósito há inúmeras matérias pela Internet. (Sobre a hibridização.
Embora tenham aparência e características semelhantes, o caladium se distinguem da Alocasia

## Páginas externas
Sobre o cultivo: https://www.fazfacil.com.br/jardim/tinhorao-caladio-caladium/

Sobre as variedades: https://ao.olinfoxfarms.com/3945-caladium-varieties-and-variations.html